# Percina palmaris
Percina palmaris är en fiskart som först beskrevs av Reeve M. Bailey, 1940.  Percina palmaris ingår i släktet Percina och familjen abborrfiskar. Inga underarter finns listade i Catalogue of Life.